# Джоші
Джоші (англ. Joshy) — американський комедійно-драматичний фільм 2016 року, створений Джеффом Баеною. У головних ролях знімалися: Томас Мідлдітч, Адам Палі, Алекс Росс Пері, Нік Кролл, Брет Гельман, Дженні Слейт і Лорен Грем.

## Сюжет
Джоші приїжджає ввечері з роботи на свій день народження. Наречена Рейчел погоджується приготувати святкову вечерю, допоки Джоші буде у фітнес-залі. Приїхавши він знаходить Рейчел задушеною паском, защемленим у дверях.
4 місяці по тому, Джоші разом зі своїми друзями Арі, Адамом і Еріком вирушає на ранчо в Охайо, щоб провести там свій парубоцький вечір. У першу ж ніч Арі знайомитися з дівчиною Джоді у місцевому барі і знаходить з нею спільну мову. Адам дізнається, що його дівчина йде від нього, а Ерік запрошує на вечірку свого давнього друга Грега. Джоді після веселої ночі потрапляє в аварію.
На наступний ранок у будинок прибуває Аарон з дружиною і дитиною, щоб пожити там пару днів. Але у будинку дуже великий гармидер, повсюди наркотики і алкоголь, внаслідок чого Аарон Стормс після влаштованого скандалу покидає будинок разом зі своєю сім'єю. Під кінець дня Грег дізнається, що Рейчел померла від рук Арі, але Джоші про це не дізнається. Внаслідок шокуючої звістки у Грега спалахує злість з минулого. Друзі прямують до бару щоб знайти там Джоді. Арі повідомляє Джоді, що він одружений, внаслідок чого Джоді віддаляється від нього. Вони повертаються додому дуже похмурі, Арі помічає це і замовляє додому двох повій, з метою розвеселити хлопців.  Між Адамом і Еріком спалахує конфлікт. Джоші і Ерік починають підозрювати, що їх переслідує невідома особа.
На наступний день Ерік замовляє ще повій, але цьому перешкоджають батьки Рейчел, які приїхали з міста щоб дізнатися у Джоші можливі причини смерті своєї доньки та всі деталі, які могли прогавити поліцейські. Вони показують йому фото, де його друзі відриваються зі стриптизеркою на столі у місцевому барі (виявляється що вони найняли приватного детектива, для того щоб той слідкував за ним і за його друзями), також вони показують фото розтину тіла Рейчел, що доводить, що вона померла не від власних рук, тим самим натякаючи на його причетність до смерті їх дочки. Джоші в пориві гніву перевіряє сумку матері Рейчел на наявність в ній диктофона, з підозрою що вони хочуть щоб він признався в тому, що він вбив Рейчел.  Джоші проводжає їх з дому і знову приєднується до своїх друзів.
Останній вечір вихідних команда проводить за «дуже складною настільною грою», до них приєднується Джоді. Гра закінчується, Арі проводжає Джоді до дверей, і там намагається поцілувати її, але вона не відповідає взаємністю, бо розуміє, що Арі одружений, і що у них нічого не вийде. Вона різко покидає будинок. На наступний ранок друзі прощаються один з одним, обіцяючи, що скоро зустрінуться знову. Останніми будинок покидають Арі і Джоші. Фільм завершується тим, що Арі має намір Джоші щось сказати (ймовірно про його причетність до вбивства), але не наважується. 

## В ролях
| Актор           | Роль               |
| --------------- | ------------------ |
| Томас Мідлдітч  | Джоші              |
| Адам Палі       | Арі                |
| Алекс Росс Пері | Адам               |
| Нік Крол        | Ерік               |
| Бретт Гельман   | Грег               |
| Дженні Слейт    | Джоді              |
| Обрі Плаза      | Джен               |
| Джон Сванбнрг   | Аарон              |
| Кріс Суонберг   | Аніта              |
| Лорен Грем      | Кейті              |
| Елісон Брі      | Рейчел             |
| Джейк Джонсон   | Реджі              |
| Ліза Едельштейн | Клаудія            |
| Лорен Уідман    | Айседора           |
| Пол Райзер      | Стів               |
| Френкі Шоу      | Крістал            |
| Пол Уеітз       | приватний детектив |

## Знімання
Знімання фільму тривало 15 днів, основний нарис сюжету складав 20 сторінок, а все інше було акторською імпровізацією. Уже 15 грудня було відомо, що музикою до фільму займатиметься Деведра Барнхарт.

## Прем'єра
Прем'єра фільму відбулась на кінофестивалі Sundance 2016 24 січня 2016 року. У березні 2016 року Lionsgate premiere i Hulu придбали права на розповсюдження фільму. Фільм було показано 12 серпня того ж року.